# فنجاني درني
فنجاني درني (الاسم العلمي:Peziza tuberosa) هو نوع من الفطريات يتبع جنس الفنجاني من فصيلة الفنجانية.